# Rory McLeod
Rory McLeod (ur. 26 marca 1971 roku) – snookerzysta pochodzenia angielskiego. Od 2020 roku posiada obywatelstwo jamajskie. 
Uczestnik pierwszych rund następujących turniejów:
- Welsh Open 2002
- Scottish Open 2003
- Grand Prix 2005
- UK Championship 2009
- Australian Goldfields Open 2014

W kwietniu 2009 roku wziął udział w mistrzostwach świata w snookerze. Został wyeliminowany w pierwszej rundzie przez Marka Kinga.
Jest jedynym ciemnoskórym profesjonalnym graczem snookerowym. W 2000 roku przeszedł na islam.